# Jürg Scherrer
Pour les articles homonymes, voir Scherrer.
Jürg Scherrer, né le 5 novembre 1947 à Zurich, est une personnalité politique suisse, membre et président du Parti suisse de la liberté.

## Biographie
Président de son parti de 1990 à 1998, il est également conseiller national de 1987 à 1999 et membre du Conseil municipal (exécutif) de la ville de Bienne de 1992 à 2008.
De 2006 à 2010, il est également député au Grand Conseil du canton de Berne.
Il est marié et a deux enfants.